# Warlock (Dungeons & Dragons)
Il warlock è una classe di personaggi nel gioco di ruolo fantasy di Dungeons & Dragons. È stato introdotto come una classe base non principale che pratica la magia arcana nel libro supplementare perfetto arcanista nell'edizione 3.5 di Dungeons & Dragons . Nella 4ª e 5ª edizione, il warlock è una classe principale.

## Storia della pubblicazione

### Dungeons & Dragons3ª edizione
I warlock erano una nuova aggiunta a Dungeons & Dragons che sono stati introdotti nel libro sorgente dell'edizione 3.5 de il perfetto arcanista (2004). I warlock in questa edizione hanno ricevuto le loro abilità attraverso l'influenza di alcuni esseri soprannaturali, come un demone o un folletto .  Sono nati con questi poteri o li ricevono attraverso un patto infame, che trasforma la loro anima in una fonte oscura di poteri misteriosi. i warlock non lanciano incantesimi, ma usano invece abilità magiche chiamate "invocazioni", che rappresentano il tocco del potere concesso al warlock. La più importante di queste abilità è l' '"esplosione magica", che è la principale abilità offensiva dello stregone, che spara una scarica di energia magica sul bersaglio.

La principale differenza fra i warlock e tutti gli altri utenti di magia di Dungeons & Dragons 3ª edizione è la loro capacità di usare le loro invocazioni "a volontà", senza un limite al numero di volte in cui un'invocazione può essere lanciata. Al contrario, gli utenti della magia vanciana, come il mago, lanciano un determinato numero di incantesimi ogni giorno da una più ampia selezione di incantesimi rispetto a uno stregone. Shannon Appelcline, autrice di Designers & Dragons, ha sottolineato che questa meccanica del warlock a volontà dicendo che presagiva il lancio di incantesimi a volontà della 4ª edizione. Richard Baker, autore del libro perfetto arcanista ha dichiarato:
Il più grande vantaggio del warlock è che non ha limiti all'uso dei suoi poteri (Ha un paio di poteri con usi limitati al giorno, ma il 90 percento dei suoi poteri non ha tale restrizione. ) Il pensiero qui è quello nella maggior parte dei giochi D&D   i tuoi personaggi saranno probabilmente in soli 15-20 round di combattimento tra pause e recuperi di incantesimi. Quindi, dopo che il tuo incantatore ha un'allocazione giornaliera totale di 20 incantesimi o più (diciamo, intorno al 5 ° livello), il suo vero limite è il numero di azioni che ottiene al giorno - il numero di opportunità specifiche che ha per lanciare un incantesimo. Quindi il warlock è ancora vincolato allo stesso limite ultimo che deve affrontare qualsiasi mago di livello moderato. Ora, è piuttosto utile non rimanere mai a corto di opzioni di attacco e lo stregone può colpirti ancora e ancora con la sua raffica magica. Quindi ciò a cui rinuncia è la versatilità degli incantesimi. Lo stregone conosce solo una manciata di trucchi diversi. Il lato positivo è che i trucchi sono tutti spettrali, inquietanti e trasudanti di sapore.

### Dungeons & Dragons4ª edizione
Nella 4ª edizione, il warlock è stato incluso come una delle classi principali introdotte nel Manuale del giocatore (2008). In questa edizione, i poteri dello stregone sono noti come incantesimi e utilizzano il sistema di alimentazione standard. Il warlock ha molte abilità uniche differenti, sebbene l'abilità caratteristica di un warlock sia ancora Eldritch Blast. Possono anche fornire vari effetti tramite Warlock's Curse. Gli altri privilegi di classe del Warlock li rendono più precisi negli attacchi a distanza quando nessun alleato è più vicino al bersaglio e consentono loro di nascondersi ogni volta che si spostano a una distanza sufficiente. Quasi tutti i poteri di attacco del warlock dipendono dal carisma o dalla costituzione per la precisione e il danno, con alcuni poteri che ottengono bonus dall'intelligenza.
La fonte specifica del potere del warlock è definita come un Patto (con un'entità o un potere soprannaturale non divino), che influenza le opzioni di potere a volontà e rende alcuni poteri più efficaci e fornisce un patto di vantaggio, un effetto che si attiva ogni volta che un il nemico maledetto viene ucciso o reso incapace. Ci sono più opzioni di Patto incluse in vari libri di origine:
| Nome del patto           | Descrizione |
| ------------------------ | --- |
| Lo Star Pact             | È realizzato con un'entità del Reame Lontano o una stella situata vicino ad essa, che conferisce poteri di grandi rivelazioni dalle stelle che rendono folli i nemici. I warlock dello Star Pact possono usare Costituzione o Carisma per i loro attacchi. Ci sono anche incantesimi Star Pact che usano l'Intelligenza per i tiri per colpire. |
| Il patto di Fey          | Forgiato con un potere amorale del Feywild, l'utente ha accesso sia agli incantesimi meravigliosi che a quelli pericolosi del regno fatato. Gli stregoni del Patto di Fey usano il Carisma per i loro attacchi. |
| Il patto infernale       | Rappresenta un accordo con un diavolo dei Nove Inferi, che conferisce poteri di proporzioni infernali e demoniache. i warlock del Patto Infernale usano Costituzione per i loro attacchi. |
| Il patto oscuro          | È realizzato con potenti residenti del Sottosuolo e dell'Abisso, che concede incantesimi di piaghe, malattie e malattie. Questo è stato presentato nella Guida del giocatore di Forgotten Realms (2008). I warlock del Patto Oscuro usano il Carisma per i loro attacchi.                                                                       |
| Il patto delle vestigia  | Il patto, presentato nel supplemento Arcane Power (2009), rappresenta un accordo con vestigia, "echi" arcani di individui e poteri un tempo grandi, permettendo allo stregone di agire come mezzo spirituale attraverso il quale le entità manifestano i loro poteri.                                                                           |
| Il patto del re stregone | Questo passato è stato incluso nel Dark Sun Campaign Setting (2010). È realizzato con un Re Stregone di Athas, che dà accesso ad abilità che distruggono e contaminano. I warlock del Patto del Re Stregone possono usare Costituzione o Carisma per i loro attacchi.                                                                           |
| Il patto oscuro          | È realizzato con creature di Shadowfell, che dà la possibilità di connettersi con le ombre e usarle per legare i nemici a loro. |
| Il patto elementale      | Permette ai warlock di trarre il loro potere dagli antichi primordiali nel caos elementale, che a sua volta conferisce loro poteri elementali caotici. |

Tiefling e gnomi hanno bonus razziali sia all'intelligenza che al carisma (due attributi chiave del warlock). Nella 4ª edizione il ruolo di un warlock è l'attaccante, il che significa che sono progettati per infliggere danni pesanti evitando ritorsioni. I warlock hanno anche molti poteri esotici che hanno effetti bonus; come Eyebite che rende il warlock invisibile per un turno se colpisce. Molti dei poteri del Warlock consentono loro di muoversi come parte di un attacco o di muoversi in modo insolito, come il volo o il teletrasporto.

#### Essential Dungeons & Dragons
Il regolamento di Essentials Heroes of the Forgotten Kingdoms presentava una versione alternativa del Warlock, noto come Hexblade . Era "una nuova interpretazione del guerriero magico di Complete Warrior (2003)". Il successivo regolamento Player's Option: Heroes of Shadow ha introdotto un'altra variante dei warlock, il Raccoglitore . Entrambe queste varianti erano adattamenti delle classi introdotte nell'edizione 3.5 del gioco.

### 5ª edizioneDungeons & Dragons
Il warlock è stato incluso come classe del personaggio nel Manuale del giocatore della 5ª edizione. È una classe che usa la magia con una combinazione di incantesimi e invocazioni concesse dal patrono del warlock.
Il warlock ha tre opzioni per il suo patrono nel Manuale del giocatore : l'Arcfey, il Demone e il Grande Vecchio. Gli stregoni con un protettore dell'Arcfey stringono patti con potenti signori di Faerie, incarnazioni selvagge delle forze della natura, per ottenere il loro potere; quelli con il mecenate dei demoni fanno accordi e patti con poteri infernali come il re dei demoni e la principessa del diavolo per la magia; e quelli con il grande protettore del Grande Vecchio traggono il loro potere magico dal Reame Lontano, strani, oscuri dei dell'entropia come Tharizdun, o anche esseri alieni magici, e sono spesso sull'orlo della follia. The Sword Coast Adventurer's Guide aggiunge un quarto possibile patrono, gli Immortali, che trae i loro poteri da patti con potenti immortali come Iuz il terrore o la regina dei lich Vol. In Xanathar's Guide to Everything, sono state aggiunte altre due opzioni patron: The Celestial, dove viene stretto un patto con un essere connesso ai piani superiori come un unicorno o solare, e il Hexblade, il cui patron è una forza misteriosa da Shadowfell (forse la Raven Queen) che crea armi magiche senzienti. Ha anche aggiunto 14 nuove opzioni di Invocazione di Eldritch, con particolare attenzione al gioco di livello superiore e alla costruzione di altri privilegi di classe.
Vengono presentate tre opzioni per il suo tipo di patto. Il Patto della Catena consente al warlock di evocare un famiglio che supera i normali limiti dell'incantesimo Trova Famiglio, il Patto del Tomo concede al warlock un Libro delle Ombre contenente incantesimi aggiuntivi (rituali e trucchetti di qualsiasi classe) e Patto della Lama consente al warlock di evocare un'arma magica per il combattimento.
Il warlock usa il carisma come capacità di incantesimo. È strutturato in modo che gli slot degli incantesimi e gli incantesimi conosciuti siano limitati, ma gli slot si rinnovano dopo ogni breve riposo (a differenza della maggior parte delle altre classi che usano la magia, che richiedono un lungo riposo), e tutti gli incantesimi sono sempre lanciati al livello di slot più alto per cui il warlock ha accesso. Questi incantesimi sono integrati con invocazioni che forniscono abilità aggiuntive.

## Ricezione
Sull'introduzione di una nuova classe di personaggi nell'edizione 3.5, Kevin Kulp, game designer e amministratore di EN World, ha scritto: "C'era grande furore quando è stata lanciata la classe warlock, con appassionati che temevano che l'introduzione del lancio di incantesimi a volontà si sarebbe rivelata eccessivamente potetnte. Tuttavia, è stato un significativo passo avanti rispetto alla magia Vanciana e alla creazione di una classe divertente e giocabile con una curva di apprendimento piuttosto bassa per i nuovi giocatori. Il warlock è riuscito a combinare nuove divertenti meccaniche con un sapore superbo, qualcosa che non è particolarmente facile ".
Shannon Appelcline, autrice di Designers & Dragons, ha sottolineato che è stato sorprendente vedere il warlock come una classe di personaggi principali nell'introduzione della 4ª edizione quando "non era stata una parte centrale del gioco in precedenza" e che c'erano alcune controversie che le classi principali classiche, come assassino, bardo e druido, non erano incluse nel Manuale del giocatore (2008) per fare spazio alle classi più recenti. Timothy Morton, nel libro Dungeons and Dragons and Philosophy: Raiding the Temple of Wisdom, ha evidenziato gli aspetti negativi del sistema magico della 4ª edizione e ha scritto "sebbene questo approccio meccanico assicuri che i risultati rimangano bilanciati con le azioni di altri personaggi, la mancanza di varianza e l'estrema coerenza dei risultati sembrava problematica. [. . . ] Anche il warlock ci strofina nel modo sbagliato. Le persone che fanno patti con creature innaturali e disumane provenienti dall'aldilà non dovrebbero sentirsi leggermente diverse dagli altri personaggi nel ruolo di "Striker" di personaggi che infliggono danni diretti? [. . . ] Il trattamento ludologico naturalizzerebbe l'innaturale nel mondo di gioco o nelle menti dei giocatori, distruggendo così l'orrore e il mistero che li rende desiderabili per l'inclusione in un gioco di ruolo [. . . ]. Perché altrimenti un warlock della 4ª edizione non sembrerebbe così diverso in combattimento da qualsiasi altra classe? " .
Screen Rant ha valutato la classe degli stregoni come la settima classe più potente delle 12 classi di personaggi base nella quinta edizione.
Il giocatore ha valutato la sottoclasse dei warlock della 5ª edizione Celestial Patron come la settima sottoclasse più impressionante tra le 32 nuove opzioni di personaggi nella Guida a tutto di Xanathar.
Gus Wezerek, per FiveThirtyEight, ha riferito che della 5ª edizione "combinazioni di classi e razze per 100.000 personaggi che i giocatori hanno creato su D&D Beyond" dal 15 agosto al 15 settembre 2017, i warlock sono stati l'ottavo più creato con 8.711 totali. Tiefling (2.188) era la combinazione razziale più comune seguita da umano (1.714) e poi mezzelfo (1.401).